# Nearly a King
Nearly a King er en amerikansk stumfilm fra 1916 af Frederick A. Thomson.

## Medvirkende
- John Barrymore som Jack Merriwell.
- Katherine Corri Harris.
- Russell Bassett.
- Beatrice Prentice som Marya.
- Martin Alsop som Grant Mason.